# Val di Mazara
De Val di Mazara was een historische provincie in het westen van Sicilië.
Het begrip val gaat niet terug op het Italiaanse woord valle (dal), maar op het het woord vallo, waarmee ten tijde van het Arabische Emiraat Sicilië een provincie werd bedoeld. In de Arabische tijd was Sicilië verdeeld in drie provincies: Val di Mazara, Val Demone en Val di Noto. Deze provincie-indeling bleef bestaan tot 1812, toen Sicilië in 23 districten werd verdeeld. In 1817 kwamen er nieuwe provincies op Sicilië.
De Val di Mazara was met een oppervlakte van ongeveer 11.000 km² de grootste van de drie valli. De provincie omvatte het gehele westen van Sicilië en het gebied van de Val di Mazara komt ongeveer overeen met de huidige provincie Trapani, de provincie Palermo en de provincie Agrigento.